# Маша
 Тази статия е за домакинския уред.  За уреда за коса вижте маша (коса).  
Маша̀ (дилаф, дилавя) се нарича уред, изработен от метал, с формата на дълги щипци, чието предназначение е безопасно бъркане в огън и вземането и поставянето на предмети в него.

## Машата в българските народни вярвания
Освен употребата в бита, на машата е отредена и известна роля във вярванията и обредите на българите. Направата ѝ от желязо и връзката ѝ с огъня предопределят подчертано апотропейната (предпазната) функция на машата във вярванията и обредите. Машата се слага при родилката и новороденото, за да ги предпазва от злите духове, които евентуално биха им навредили. В други случаи машата се слага на прага на стаята (или на къщата) с родилката. Маша се поставя и при мъртвец, за да предотврати евентуалното му вампирясване. Използва се и при някои баяния, особено при тези срещу уроки.
Сред тронките и загорците в Странджа до към 40-те години на XX век е разпространена практиката при приближаването на градоносен облак стара жена с маша в ръце да излиза извън селото. Там се съблича гола (или повдига високо полите си) и започва да бае, махайки с машата, за да „пръсне“ облака.
Особено разпространена е употребата на машата при обредното гонене на влечугите, което се извършва на празниците Марта, Свети 40 мъченици, Благовец или Еремия. Тогава с машата се удря по друг метален предмет, като освен произвеждането на силния шум се произнасят и заклинателни формули за прогонване на змиите и гущерите. Силно е вярването, че това гонене е особено успешно, когато за целта се използват маша и ръжен, като трябва с машата да се удря по ръжена, а не обратно.

## Преносна употреба в речта
Изразът „Маша в ръцете на някого“ се употребява за човек, който е оръдие на чужди интереси. Съществува и пословицата „Докато има маши, не бива да си горя ръцете.“